# 濃尾地震
濃尾地震（のうびじしん）とは、1891年（明治24年）10月28日に濃尾平野北部で発生したマグニチュード（M）8.0の巨大地震であり、日本史上最大級の内陸地殻内地震（直下型地震）である。
「濃尾」は美濃国と尾張国の併称であり、美濃・尾張地震（みの・おわりじしん）とも呼ばれている（美濃・尾張にちなんで「身の終わり地震」とも呼ばれた）。辛卯の年に発生したことから辛卯震災（しんぼうしんさい）と呼んでいる報告書もある。

## 概要

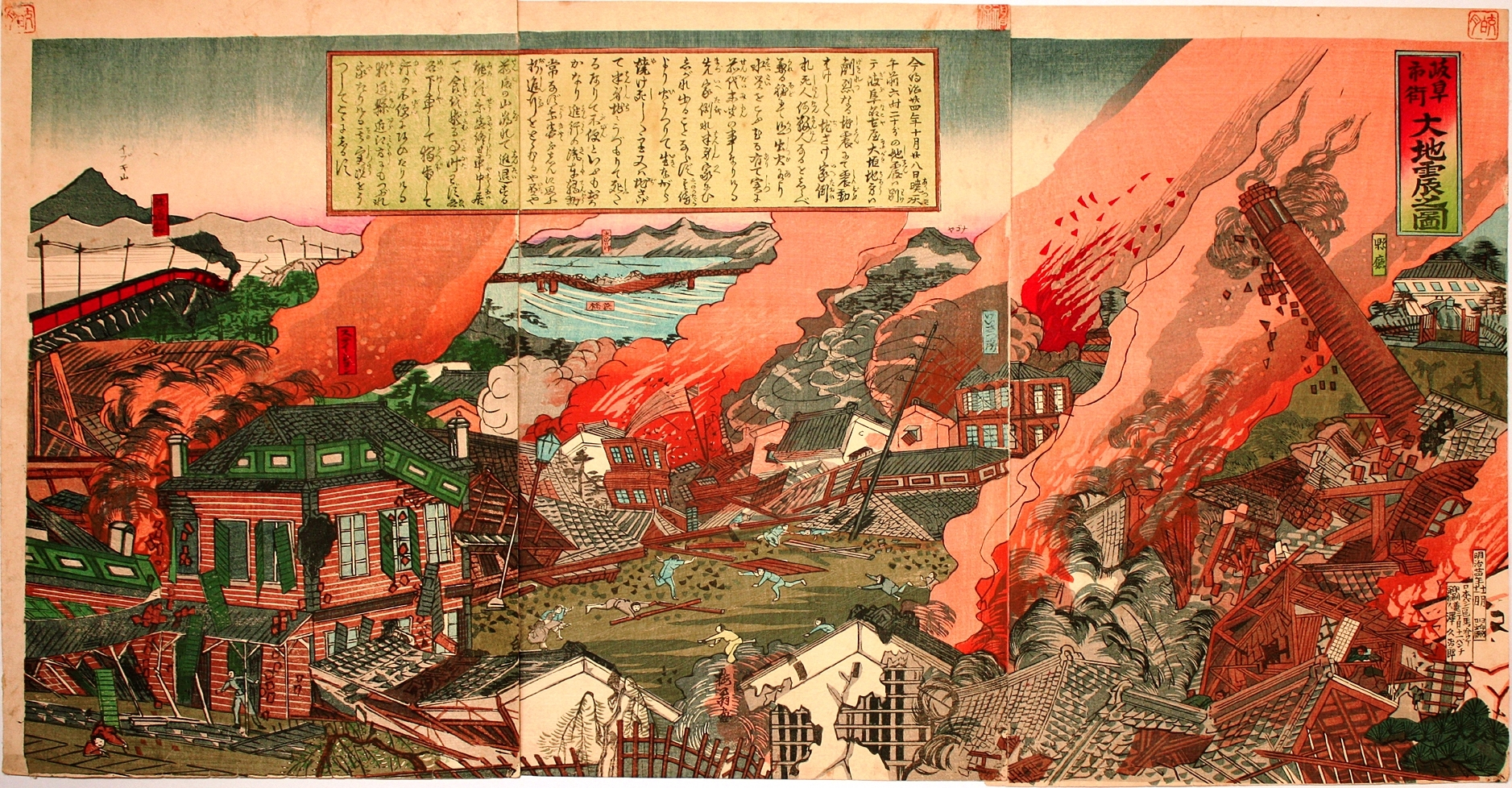
『岐阜市街大地震之図』 歌川国利画

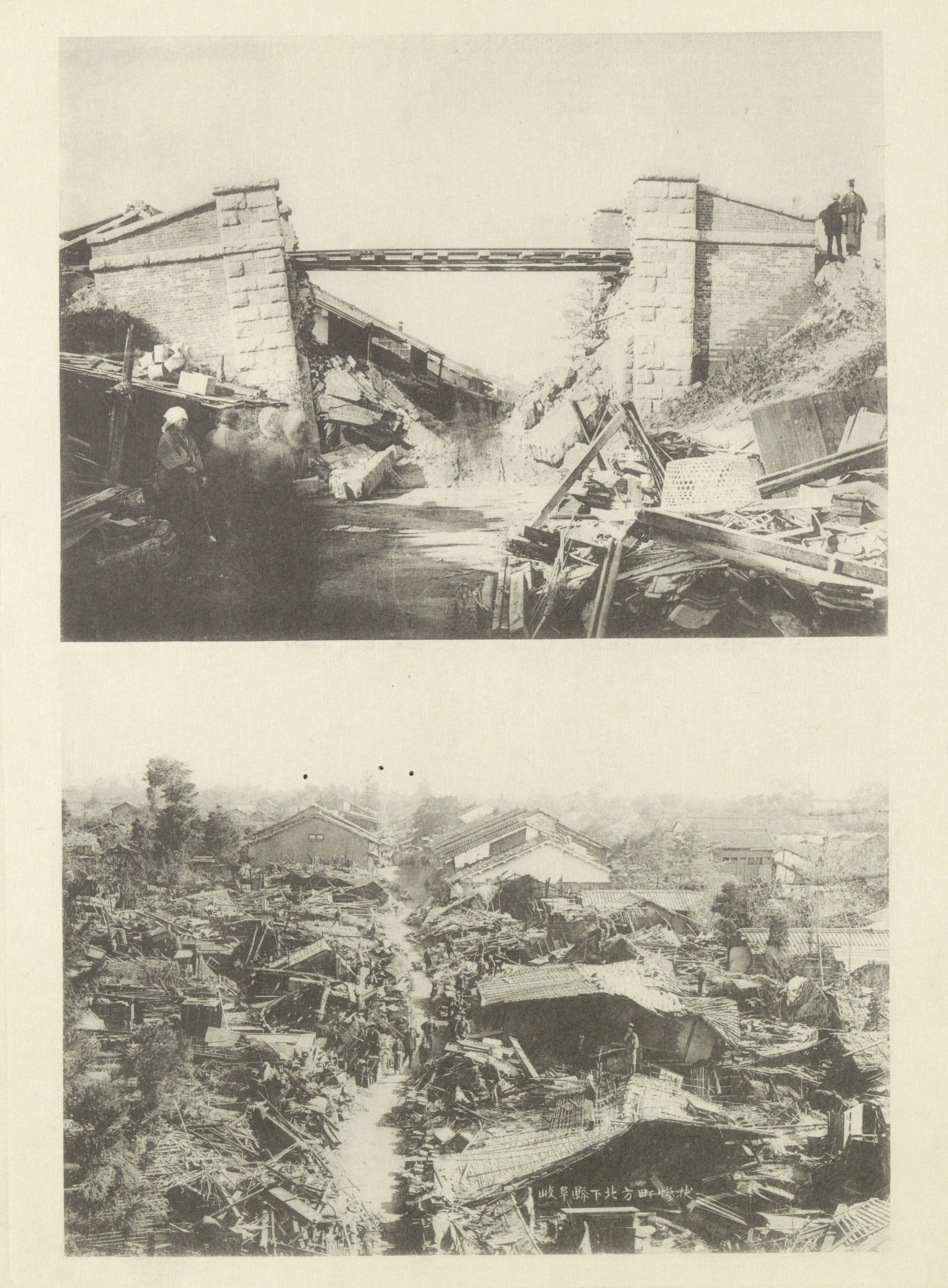
濃尾地震の被害

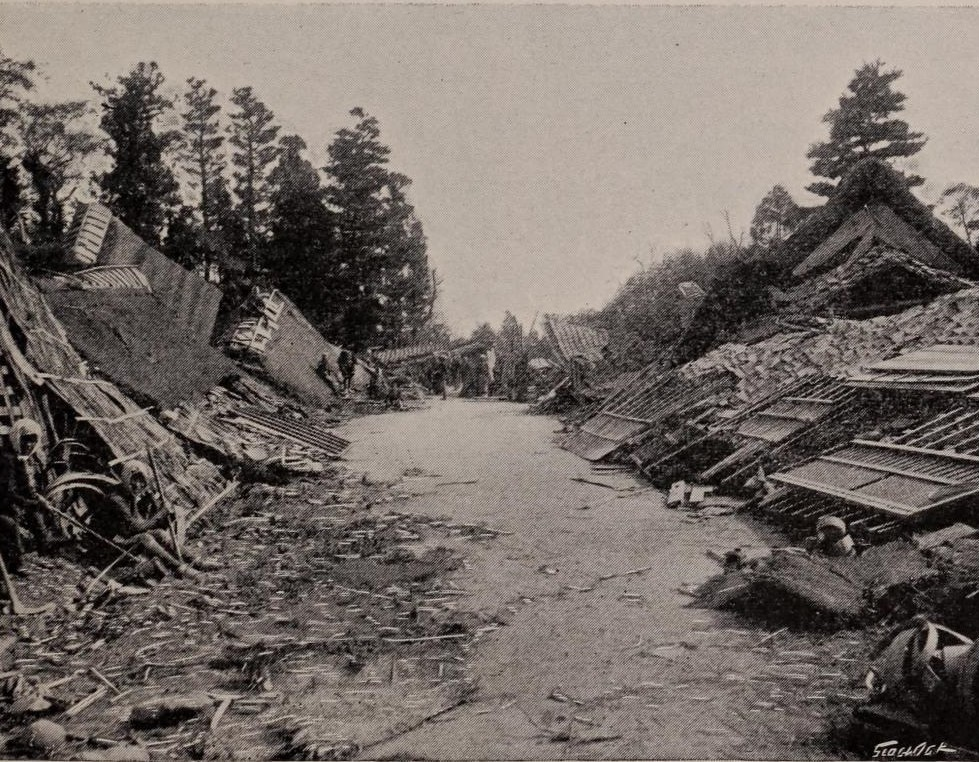
家屋の被害状況

濃尾地震は、1891年（明治24年）10月28日6時38分50秒に発生した。震源は、岐阜県本巣郡西根尾村（現・本巣市）にあると考えられている。
河角廣 (1951) は北緯35.6度、東経136.6度に震央を仮定し規模 Mk = 7.0 を与え、マグニチュードは M = 8.4 に換算されているが、明治・大正期の地震については0.5程度大きく見積もられているとされる。また、震央距離と震度との関係など当時のデータから後にM8.0とも推定される。アメリカ地質調査所 (USGS) でも最大M8として紹介している。モーメント・マグニチュードはMw7.5と推定されている。根尾谷断層帯が活動した典型的な内陸地殻内地震（いわゆる直下型地震）であり、これは記録が残っている日本の内陸域で発生した地震としては観測史上最大級である。世界的に見ても、2008年の四川大地震（Ms8.0、Mw7.9）などにほぼ匹敵する、最大級の内陸直下型地震であった。
同じく直下型地震であった1995年の兵庫県南部地震はM7.3であり、それと比較しても格段に大きな規模であった（M8.0はM7.3の約11.2倍の規模である）。日本周辺で発生する地震のうち、プレート境界地震であればM8クラスが発生することも多いが、直下型地震の多くはM7クラスであり、M8クラスが発生するのは非常に稀である。濃尾地震の規模（M8.0）を、日本周辺で発生した主なプレート境界地震と比較すると、1923年の関東大地震（M7.9）や1944年の東南海地震（M7.9）、1946年の南海地震（M8.0）などにほぼ匹敵する。
3日前の10月25日21時14分には揖斐川下流域を震源とする、前震と思われる地震 (M6.0) が発生している。
記録のある過去の歴史地震では、745年6月5日（天平17年4月27日）に美濃を中心として発生した天平地震が濃尾地震と類似した地震とする見方もある。また1586年1月18日（天正13年11月29日）に発生した天正地震も、この地域を襲っており、より広大な範囲に被害をもたらしているが、震源域は不明な点が多い。

### 震源断層

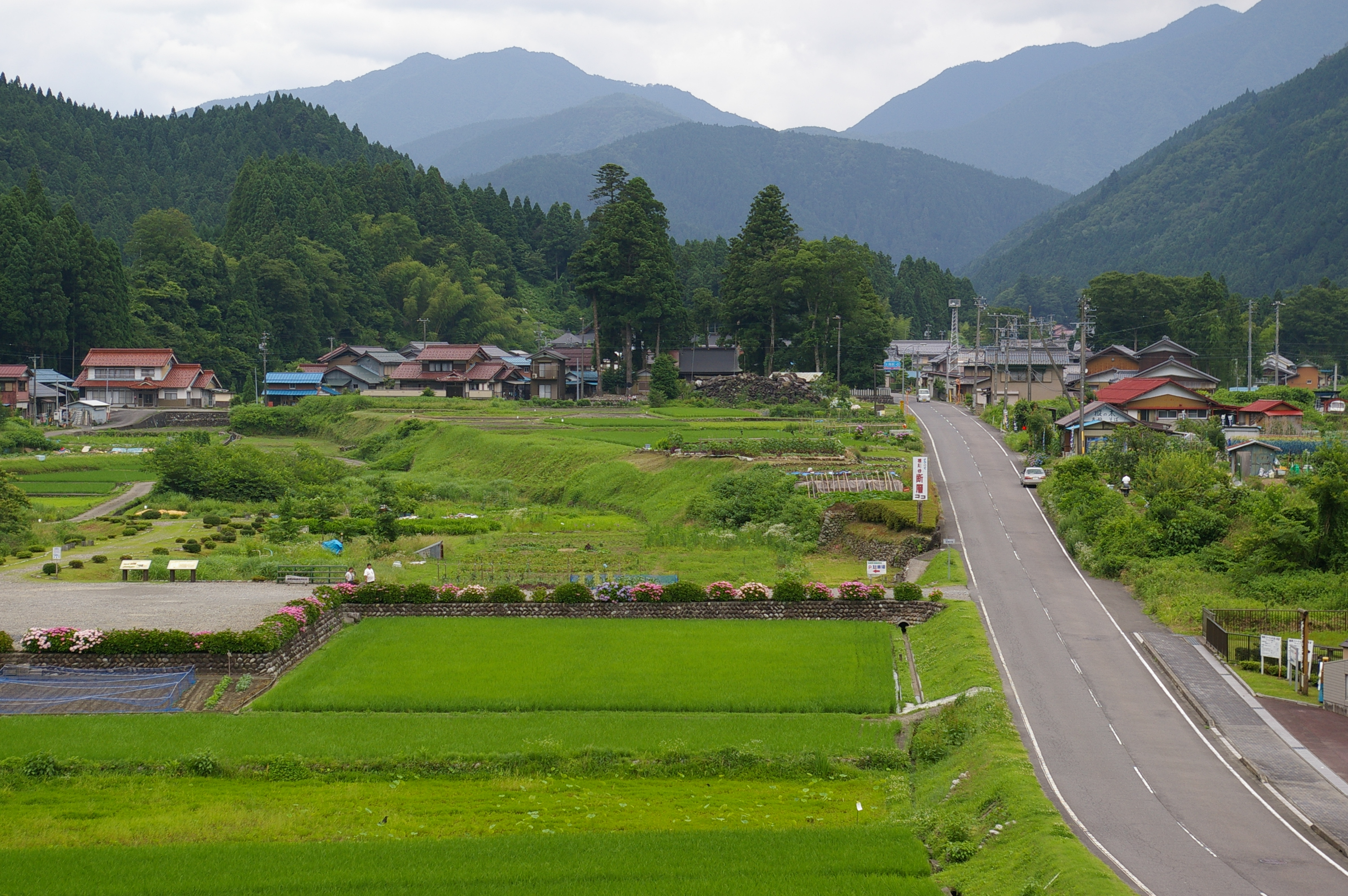
濃尾地震を引き起こした根尾谷断層
写真中央を斜めに走る段差が根尾谷断層

両白山地から濃尾平野北方にかけて位置する濃尾断層帯のうち、根尾谷断層帯、梅原断層帯、温見断層北西部が活動をした。活動域は福井県境（福井県池田町野尻）付近から岐阜県を経て愛知県境（可児市古瀬）にまで及び、北北西―南南東方向に総延長約76kmの断層が出現した。地表の変位は両端ほど垂直成分が多く中央部では水平成分が多くなり、根尾谷断層に沿って水平変位は最大で7.6mを記録している。根尾村水鳥（みどり）地区での根尾谷断層は上下差6m横ずれ量4mにも及び、複数の撮影者によって発生直後に写真が記録されている。それらの写真のうち、世界的に有名な小藤文次郎の論文に掲載された写真の撮影者には瀬古安太郎、小川一真、日下部金兵衛など複数の名前が挙げられている。
この地震活動により、福井県境付近から岐阜県を経て愛知県境の断層に加え、地表には現れていないものの分岐する岐阜 - 一宮断層など、合計5個の断層が動いたと仮定する震源モデルが提唱されており、合計の地震モーメントは M0 = 1.5×1020N・m (Mw7.4) と推定されている。
北北西方向への延長線上には、1948年の福井地震を引き起こした福井地震断層が存在するほか、南南東方向への延長線上は1945年三河地震の深溝断層方向と同一である。

## 被害
| 地方名 | 人的被害（人） | 人的被害（人） | 家屋被害（棟） | 家屋被害（棟） | その他（箇所） |
| ------ | -------------- | -------------- | -------------- | -------------- | -------------- |
| 地方名 | 死者           | 負傷者         | 全壊           | 半壊           | 山崩れ         |
| 美 濃  | 4,889          | 12,311         | 70,048         | 30,994         | 9,929          |
| 尾 張  | 2,331          | 4,550          | 67,771         | 43,570         | 29             |
| その他 | 53             | 314            | 4,358          | 5,760          | 266            |
| 合 計  | 7,273          | 17,175         | 142,177        | 80,324         | 10,224         |

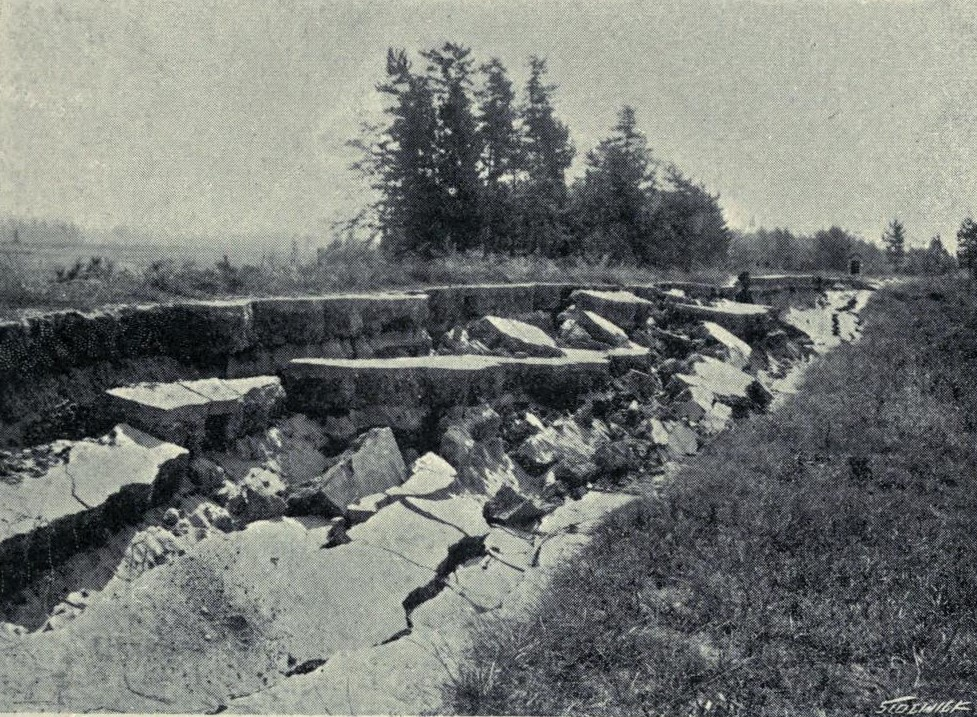
地割れの様子

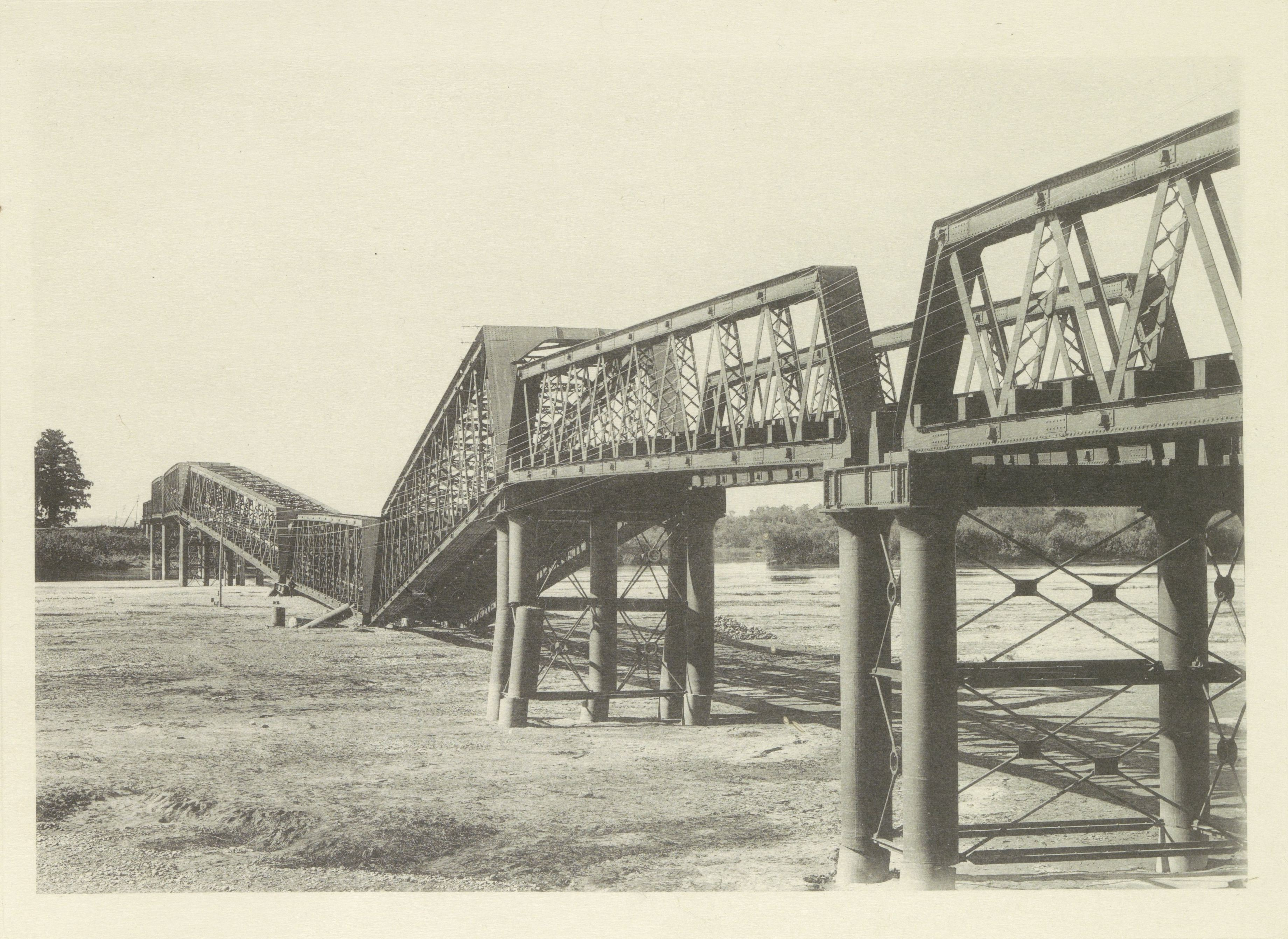
濃尾地震で被害を受けた東海道本線長良川橋梁

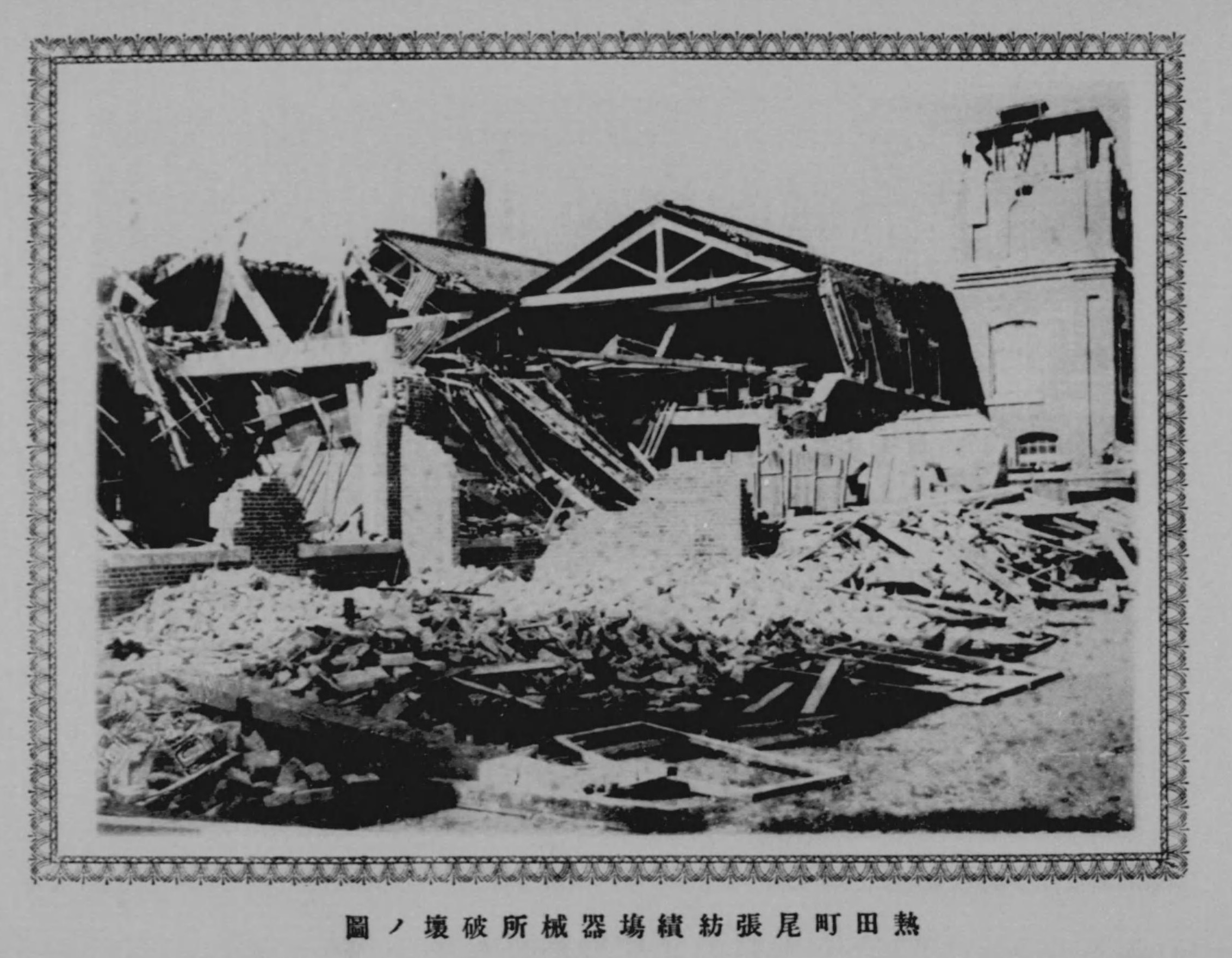
熱田町尾張紡績場器械所破壊ノ図

被害は岐阜県や愛知県を中心に、近隣の滋賀県や福井県にも及んだ。明治時代では最大規模の地震であり、宇佐美龍夫『新編日本被害地震総覧』によると、死者7,273人、負傷者1万7,175人、全壊家屋は14万2,177戸を数えた。震央近くでは揺れによって山の木が全て崩れ落ち、はげ山になったなどと伝えられる。また岐阜市と周辺では火災が発生し被害を大きくした。岐阜の壊滅を伝える新聞記者の第一報は「ギフナクナル（岐阜無くなる）」だったという。当時の『濃尾震誌』は、地震当時の状況を次のように記している。
濃尾地震の震度分布は大森房吉により求められ、名古屋など愛知県から岐阜県、福井県を貫く広い範囲で震度6相当となっている。しかし、当時の震度階級は4段階で最大でも震度6相当であり、根尾谷をはじめとして岐阜県西部から愛知県にかけて家屋倒壊率が90%を上回る地域もあり、現在の震度7相当と推定される地域も美濃から尾張（一部越前、三河）にかけて分布している。
建築物では、伝統的な土蔵の被害は比較的軽かったが、名古屋城の城壁や宿場町の江戸時代からの建物の被害は甚大であった。また、欧米の技術で作られた近代建築でさえ、長良川鉄橋の落下をはじめ、耐震構造になっていなかった橋梁や煉瓦の建築物などが破壊されたため、この地震によって耐震構造への関心が強まり、研究が進展する契機となった。また、この地震後に震災予防調査会が設置された。イギリス人お雇い外国人で、写真家でもあるウィリアム・K・バートンが、自らのカメラで被害状況を記録している。
| 順位 | 名称                                 | 発生日         | 死者・行方不明者数（人） | 規模（M） |
| ---- | ------------------------------------ | -------------- | ------------------------ | --------- |
| 1    | 関東地震（関東大震災）               | 1923年9月1日   | 105,385                  | 7.9       |
| 2    | 東北地方太平洋沖地震（東日本大震災） | 2011年3月11日  | 22,312                   | 9.0       |
| 3    | 明治三陸地震                         | 1896年6月15日  | 21,959                   | 8.2       |
| 4    | 濃尾地震                             | 1891年10月28日 | 7,273                    | 8.0       |
| 5    | 兵庫県南部地震（阪神・淡路大震災）   | 1995年1月17日  | 6,437                    | 7.3       |
| 6    | 福井地震                             | 1948年6月28日  | 3,769                    | 7.1       |
| 7    | 昭和三陸地震                         | 1933年3月3日   | 3,064                    | 8.1       |
| 8    | 北丹後地震                           | 1927年3月7日   | 2,912                    | 7.3       |
| 9    | 三河地震                             | 1945年1月13日  | 1,961                    | 6.8       |
| 10   | 昭和南海地震                         | 1946年12月21日 | 1,443                    | 8.0       |

なお震災の9年後に発表された『鉄道唱歌第一集東海道編』でも、岐阜の紹介では鵜飼と並んで濃尾地震が歌われている。
| 「 | 名高き金の鯱は 名古屋の城の光なり 地震のはなしまだ消えぬ 岐阜の鵜飼も見てゆかん | 」 |

また唱歌『一月一日』（千家尊福作詞）を以下の様に捩った替え歌が震災直後の児童の間で流行した。
| 「 | 豆腐の始めは豆であり 尾張名古屋の大地震 松竹でんぐり返って大騒ぎ 後の始末は誰がする | 」 |

## 各地の震度

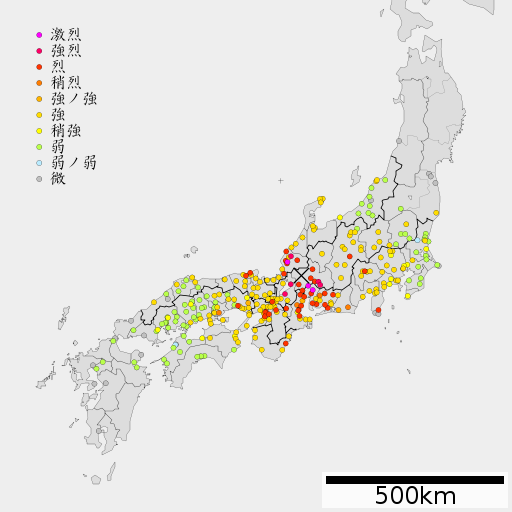
濃尾地震の震度分布

地震の観測は中央気象台（現・気象庁）、測候所の他、灯台や郡役所などの委託観測所でも行われ、中央気象台に報告されていた。当時の震度階級は「烈」（震度6相当）、「強」（4-5）、「弱」（2-3）、「微」(1)の4段階であったが、特に強い場合は「激烈」、基準より弱めの場合は「稍（やや）烈」などの表現が用いられていた。
| 震度   | 地方     | 観測所 |
| ------ | -------- | --- |
| 激烈   | 北陸地方 | 今立郡鯖江町 |
| 激烈   | 東海地方 | 葉栗郡大田島村・東春日井郡勝川村 |
| 強烈   | 北陸地方 | 吉田郡 |
| 強烈   | 東海地方 | 土岐郡土岐津町 |
| 強烈   | 近畿地方 | 坂田郡長浜町・蒲生郡八幡町 |
| 烈     | 甲信地方 | 甲府市・諏訪郡上諏訪町 |
| 烈     | 北陸地方 | 坂井郡三国町・丹生郡朝日村・大野郡大野町・南条郡武生町・敦賀郡敦賀町 |
| 烈     | 東海地方 | 郡上郡八幡町・加茂郡太田町・可児郡御嵩町・武儀郡上有知町・下石津郡高須町・不破郡垂井町・賀茂郡・那賀郡・宝飯郡御油村・渥美郡豊橋町・幡豆郡西尾町・知多郡半田町・北設楽郡田口村・東加茂郡・愛知郡熱田町・桑名郡桑名町・奄芸郡白子町・阿拝郡上野町 ・津測候所・飯高郡松阪町・員弁郡大泉原村・安濃郡新町・南牟婁郡木本町 |
| 烈     | 近畿地方 | 熊野郡久美浜村・竹野郡網野村・乙訓郡向日町・相楽郡木津村・大阪測候所・西成郡川北村・堺市・若江郡八尾村・飾西郡高岡村・奈良県 |
| 稍烈   | 東海地方 | 佐野郡掛川町・西加茂郡挙母村・鈴鹿郡亀山町 |
| 稍烈   | 中国地方 | 邑久郡 |
| 最モ強 | 北陸地方 | 三井銀行敦賀支店（私設） |
| 最モ強 | 東海地方 | 三重郡四日市町 |
| 強     | 東北地方 | 磐前郡平町 |
| 強     | 関東地方 | 東茨城郡・利根郡沼田町・北甘楽郡富岡町・東群馬郡前橋町・新田郡・塩谷郡矢板町・大里郡熊谷町・秩父郡大宮町・北埼玉郡忍町・北相馬郡取手町・中央気象台・神田区錦町・北多摩郡府中駅・西多摩郡青梅町・鎌倉郡戸塚町・足柄上郡松田村・足柄下郡小田原町・久良岐郡日下村 |
| 強     | 北陸地方 | 新潟測候所・新潟灯台・伏木測候所・射水郡窪村・禄剛埼・珠洲郡飯田町・珠洲郡大崎村・金沢測候所・能美郡小松町・江沼郡大聖寺町・福井市・足羽郡・立石岬・三方郡・遠敷郡・大飯郡高浜町 |
| 強     | 甲信地方 | 北都留郡・東八代郡石和村・東山梨郡日下部村・中巨摩郡竜王村・南巨摩郡鰍沢村・北佐久郡岩村田町・南佐久郡臼田村・小県郡上田町・長野測候所・更級郡塩崎村・上高井郡須坂町・南安曇郡豊科村・東筑摩郡松本町・上伊那郡伊那村・下伊那郡飯田町・西筑摩郡福島村 |
| 強     | 東海地方 | 大野郡高山町・沼津測候所・君沢郡三島町・駿東郡富岡村・富士郡吉原町・庵原郡江尻町・浜松測候所・額田郡岡崎町・南設楽郡新城町・八名郡富岡村・北設楽郡本郷村・碧海郡知立町・度会郡宇治山田町・多気郡相可村・答志郡鳥羽町・名張郡・北牟婁郡尾鷲町 |
| 強     | 近畿地方 | 高島郡今津村・甲賀郡・栗太郡草津村・滋賀郡大津町・中郡峰山町・与謝郡宮津町・加佐郡舞鶴町・天田郡福知山町・何鹿郡綾部町・船井郡園部町・北桑田郡周山村・南桑田郡亀岡町・京都測候所・葛野郡太秦村・紀伊郡伏見町・綴喜郡田辺村・宇治郡醍醐村・久世郡淀町・茨田郡枚方町・島下郡茨木村・豊島郡池田町・天保山・大鳥郡鳳町・東成郡天王寺村・南郡岸和田町・石川郡富田林村・城崎郡・出石郡出石町・美方郡村岡町・養父郡・朝来郡・多紀郡篠山町・氷上郡柏原町・有馬郡三田町・武庫郡西宮町・明石郡明石町・加古郡加古川町・印南郡曽根村・美嚢郡三木町・飾東郡・宍粟郡山崎町・佐用郡佐用村・津名郡洲本町・江嵜・添上郡奈良町・東牟婁郡新宮町・有田郡湯浅村・西牟婁郡田辺町・和歌山市 |
| 強     | 中国地方 | 鳥取市・邑美郡・会見郡米子町・境測候所・神門郡今市町・那賀郡浜田町・東北条郡神庭村・西西条郡大野村・岡山測候所・窪屋郡倉敷町・児島郡味野村・赤坂郡軽部村・小田郡笠岡村・御調郡尾道町 |
| 強     | 四国地方 | 板野郡撫養町・勝浦郡小松島村・那賀郡富岡村・三好郡池田町・小豆郡土庄町・鍋島灯台 |
| 稍強   | 関東地方 | 鹿島郡鉾田町・比企郡松山町・安房郡北条町・東葛飾郡松戸町・南足立郡千住町・愛甲郡厚木町・淘綾郡大磯町 |
| 稍強   | 北陸地方 | 西頸城郡糸魚川町 |
| 稍強   | 東海地方 | 一志郡久居町 |
| 稍強   | 近畿地方 | 多可郡中村・姫路市 |
| 稍強   | 中国地方 | 奴可郡帝釈村・高宮郡可部町・佐伯郡大竹村 |
| 稍強   | 四国地方 | 徳島測候所・宇摩郡川之江村 |
| 弱     | 東北地方 | 南会津郡田島村 |
| 弱     | 関東地方 | 久慈郡太田町・那珂郡菅谷村・水戸市・新治郡土浦町・真岡町（私設）・上都賀郡鹿沼町・宇都宮測候所・安蘇郡佐野町・銚子測候所・長柄郡茂原町・香取郡佐原町・行方郡麻生町・印旛郡佐倉町・望陀郡木更津町・夷隅郡大多喜町 |
| 弱     | 北陸地方 | 北蒲原郡新発田町・東頸城郡安塚村・西蒲原郡巻町・南魚沼郡六日町村・三島郡与板町・中魚沼郡十日町村・北魚沼郡小千谷町・刈羽郡柏崎町 |
| 弱     | 甲信地方 | 高井郡中野町 |
| 弱     | 近畿地方 | 揖西郡龍野町 |
| 弱     | 中国地方 | 日野郡二部村・松江市・大原郡大東村・飯石郡掛合村・邇摩郡大森村・吉野郡大原村・久米北条郡倭文東村・御野郡石井村・津高郡野谷村・真庭郡勝山村・久米南条郡弓削村・上房郡高梁町・阿賀郡新見村・川上郡成羽村・後月郡・奴可郡八幡村・三上郡庄原村・高田郡吉田村・深津郡福山町・品治郡宜山村・神石郡油木村・世羅郡広定村・豊田郡忠海町・豊田郡久芳村・豊田郡瀬戸田町・賀茂郡西条町・安芸郡吉浦村・広島測候所・広島市三川町・佐伯郡観音村・佐伯郡廿日市町・高宮郡亀山村・玖珂郡岩国町・吉敷郡山口町 |
| 弱     | 四国地方 | 徳島市・海部郡日和佐村・新居郡西条町・越智郡今治町・上浮穴郡久万町・伊予郡郡中町・西宇和郡八幡浜町・東宇和郡宇和町・長岡郡大篠村・高知測候所・土佐郡・吾川郡 |
| 弱     | 九州地方 | 企救郡小倉町・御井郡北野村・山門郡柳河町・大分郡大分町・速見郡日出町 |
| 極弱   | 関東地方 | 西茨城郡笠間町 |
| 極弱   | 四国地方 | 温泉郡 |
| 微     | 東北地方 | 飽海郡酒田町・柴田郡大河原町・伊具郡角田町・宇多郡中村 |
| 微     | 関東地方 | 那珂郡・犬吠埼 |
| 微     | 北陸地方 | 古志郡長岡町 |
| 微     | 東海地方 | 石廊崎・神子元島 |
| 微     | 中国地方 | 邑智郡川本村・阿武郡萩町・都濃郡徳山村・赤間関市 |
| 微     | 四国地方 | 松山測候所 |
| 微     | 九州地方 | 国東郡国崎村・南高来郡島原村・佐賀測候所・熊本測候所・鹿児島測候所 |
| 感触無 | 九州地方 | 長崎測候所 |

## 前兆現象
数日前から「動物の異常行動」があり、本震の数時間前から「鳴動音」「地鳴り」「地震雲」などがあったことが報告されている。また、宇佐美の報告によれば、前々日や前日に前震活動があったことが報告されている。

## 報道

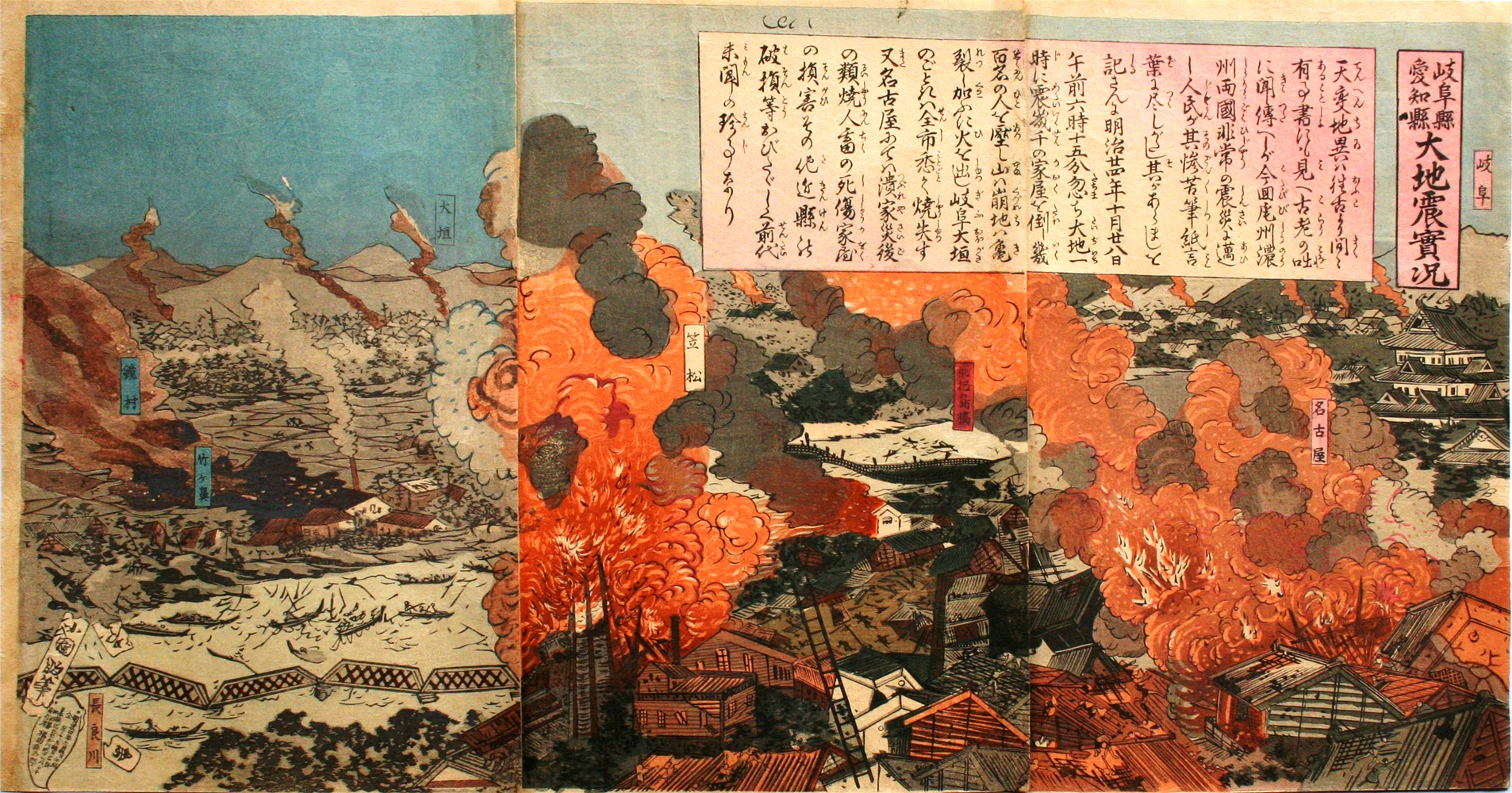
『岐阜県愛知県大地震実況』 小国政画

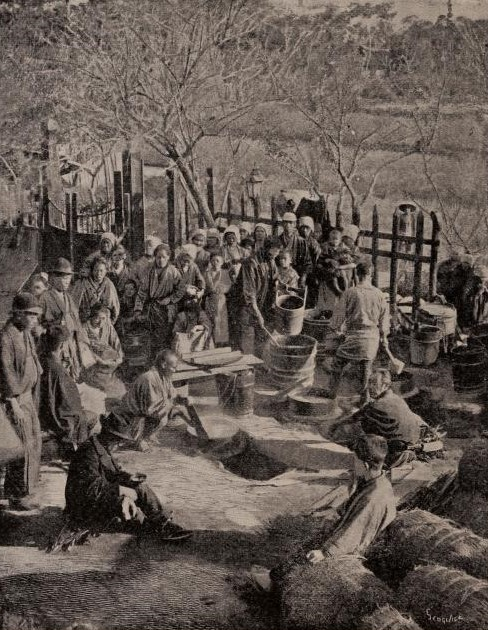
避難所の様子

電信線が寸断されたこともあって、濃尾地震の全容はすぐには把握されなかった。28日、大阪朝日新聞は号外を出し、彦根、四日市以東への電信が不通であること、難波紡績工場が倒壊したことを報じる。東京ではさらに把握が遅れ、東京日々新聞では、10月29日に金沢や横浜で大地震があったことを報道。翌30日になってようやく「安政の地震の再来」という認識で地震が報道され、以後情報が正確になっていった。
また、濃尾地震の情報は海外にも打電され、ロンドンの29日付のタイムズ紙でも報道された。同紙は30日には横浜からのロイター電として、大阪、神戸の被害が大きいという推測記事を掲載。日本を旅行中に大阪で濃尾地震に遭遇したメアリー・ジェーン・ビカーステスに、この報道を見た留守家族が、31日に日本へ安否確認の電報を打ち、彼女は11月1日に神戸でこの電報を受け取った。ビカーステスはその後12月28日、英国帰国直前、フランスのカレー駅で待ち受けていた記者から、地震体験の取材を受けている。
カメラが普及し始めた時期でもあり、被害の写真が比較的多く残されている。2021年、岐阜県は白黒写真を処理ソフトでカラー化した画像を公開した。

## 学術的な意義
- この地震によって、地質学者の小藤文次郎は断層の地震との関係を確信し、断層地震説を主張した。
- 地震学者の大森房吉は、この地震の余震を研究し、本震からの経過時間に伴う余震の回数の減少を表す大森公式を発表している。地震から100年以上経てもなお、余震が続いている[32]。
- この地震は、内陸型地震としては特別に大きな規模の地震ではなく、同程度（長さ50km程度）の規模の断層は日本各地に見られる[33]。
- 地震学者の茂木清夫は、濃尾地震の断層運動によって、駿河トラフ側では歪みの緩和が生じ、一方の南海トラフ側では逆に歪みの増加が生じたとし、その影響で東南海地震の発生が早まったものの、一方の駿河トラフ側では破砕（東海地震の発生）が抑制されたのであろうという見解を示した[34]。
- スウェーデンの物理化学者スヴァンテ・アレニウスは1908年、『Das Werden der Welten』（宇宙発展論）の中で濃尾地震の根尾谷断層を大断層の例として、イタリアのカラブリア地震断層とともに挙げている[35]。

## 地震防災
- 地震を予知することは出来なくても予防は可能であるとの観点から、翌年の1892年に発足した震災予防調査会により、地震や防災に関する幅広い研究が進められ「地震予知」「建物の耐震性向上」「過去の地震史の編纂」などが行われた。この震災予防調査会の活動は、1923年の関東大震災を経て東京大学地震研究所に引き継がれた。
- 1896年（明治29年）2月に竣工した日本銀行本店の設計はベルギー国立銀行を参考にしつつ、濃尾地震の教訓から耐震性を向上させるため、2階3階は煉瓦造石貼りとして軽量化している。
- 岐阜県は濃尾地震が発生した10月28日を「岐阜県地震防災の日」として指定し、地震防災の啓発などを行っている。また、毎月28日を「岐阜県防災点検の日」として、県民に災害への備えを呼びかけている[36]。